# Phụ Khang
Phụ Khang (tiếng Trung: 阜康市; bính âm: Fùkāng Shì; Uyghur:  قۇتۇبى شەھىرى ‎, ULY:  Fukang Xəh̡iri , UPNY:  Fukang Shehiri?là một thành phố cấp huyện của Châu tự trị dân tộc Hồi Xương Cát, khu tự trị Tân Cương, Trung Quốc. Khu dự trữ sinh quyển Bodega nằm trên địa bàn huyện.

### Nhai đạo
- Bác Phong Nhai (博峰街街道)
- Phụ Tân Nhai (阜新街街道)
- Chuẩn Đông (准东街道)

### Trấn
- Cam Hà Tử (甘河子镇)
- Thành Quan (城关镇)
- Cửu Vận (九运街镇)
- Tư Nê Toàn Tử (滋泥泉子镇)

### Hương
- Thủy Ma Câu (水磨沟乡)

### Hương dân tộc
- Hương dân tộc Kazakh - Tam Công Hà (三工河哈萨克族乡)
- Hương dân tộc Kazakh - Thượng Hộ Câu (上户沟哈萨克族乡)